# To the Edge of the Earth
Albums de Thirty Seconds to Mars
AOL Sessions Undercover
(2007) MTV Unplugged
(2011)
To the Edge of the Earth est un EP du groupe Thirty Seconds to Mars. Cet EP est sorti en 2008. Il a été produit par Josh Abraham et Thirty Seconds to Mars.

## Liste des titres
CD
1. A Beautiful Lie - 4:05
2. A Beautiful Lie (Single Shot Version) - 4:06
3. A Beautiful Lie (Live Acoustic Version) - 3:40

DVD
1. A Beautiful Lie (Extended Version) - 7:59
2. A Beautiful Lie (Short Edit) - 4:46

## Membres
- Jared Leto — chanteur, guitariste
- Shannon Leto — batteur
- Tomo Milicevic — guitariste
- Matt Wachter — bassiste